# Гардата (Бергамо)
Гардата је насеље у Италији у округу Бергамо, региону Ломбардија.
Према процени из 2011. у насељу је живело 91 становника. Насеље се налази на надморској висини од 807 м.